# Alfred Härtl (Verwaltungsjurist)
Alfred Härtl (* 29. November 1925 in Frankfurt am Main; † 16. September 2009) war ein deutscher Verwaltungsjurist.

## Werdegang
Alfred Härtl, Sohn eines Kaufmanns, leistete nach dem Abitur Wehrdienst und machte ein Banklehrjahr bei einer Hypothekenbank. Danach studierte er Rechtswissenschaften und Betriebswirtschaft in Frankfurt. Nach dem ersten Staatsexamen schloss er die Banklehre mit dem zweiten Banklehrjahr ab und schloss das Studium mit dem Zweiten Staatsexamen und der Promotion zum Dr. jur. ab.
Alfred Härtl war zunächst Vorstandsmitglied bei der Amberger Flaschenhütte und 1962 bis 1965 Vorstand bei der Brauerei Henninger.
Sein Studienkollege und Parteifreund (Alfred Härtl war schon während seiner Studienzeit Mitglied der SPD und des Sozialistischen Deutschen Studentenbundes geworden), der hessische Wirtschafts- und Verkehrsminister Rudi Arndt, holte ihn 1965 in sein Ministerium. Im Ministerium für Wirtschaft und Verkehr Leiter der Abteilung I wurde. Am 1. Januar 1966 wurde Alfred Härtl zum Leitenden Ministerialrat befördert. Vom 15. März 1967 bis 1971 war er Staatssekretär im Wirtschaftsministerium.
Nach einer Tätigkeit als Generalbevollmächtigter bei der Dresdner Bank war er von Februar 1974 bis 1990 als Nachfolger von Leopold Bröker Präsident der Landeszentralbank Hessen. Damit war er auch Mitglied des Zentralbankrats.
Alfred Härtl, der römisch-katholischer Konfession war, war seit 1953 mit Gisela, geb. Häuser verheiratet und hatte eine Tochter und einen Sohn.

## Ehrungen
- 1973: Verdienstkreuz am Bande der Bundesrepublik Deutschland[1]
- 1981: Verdienstkreuz 1. Klasse der Bundesrepublik Deutschland
- 1985: Großes Verdienstkreuz der Bundesrepublik Deutschland
- 1990: Großes Verdienstkreuz mit Stern der Bundesrepublik Deutschland